# スイッチトリラクタンスモータ

スイッチトリラクタンスモータの断面

スイッチトリラクタンスモータ(Switched reluctance motor)またはSRモータは無整流子電動機の一種。

## 概要
構造はステッピングモーターに似ており、回転子は強磁性の鉄芯のみで構成され永久磁石を使用せず、回転力はステッピングモーター同様にコイルによって生み出される磁界による吸引力によって生み出される。DCブラシレスモータのようにレアメタルを使用しないため、希少資源の節約という観点からも今後の普及が期待される。これまでは半径方向にも吸引力が働くので騒音や振動、低速回転時に回転力（トルク）の変動（脈動）が大きい等の理由により普及には至っていなかったが、パワーエレクトロニクスとマイクロコンピュータを用いた制御技術の進歩により、電力制御用半導体素子のスイッチング周波数の高速化により、正弦波とはかけ離れた波形の出力が可能になり、これらの短所が克服されつつあり、普及しつつある。

## 歴史
この電動機の名称はS.A.Nasarが1969年に提唱したとされるが、広く知られて使われるようになったのは1980年頃からで、それ以前は可変リラクタンスモータ(variable reluctance motor)という用語が英語圏で使われていた。1838年にDavidsonがスコットランドのフォルカーク（Falkirk）で電気鉄道の実験をした。フランスのP.G.Froment（フロマン，1815∼1860）が1850∼1860年に印刷機用の電動機を製造した。Pageは1851年にボルチモア・アンド・オハイオ鉄道で16馬力の蓄電池駆動の機関車を時速30kmで走らせた。スイッチトリラクタンスモータは構造上、可変速の運転には適さず、一定速度での運転の用途に限定されていたが、その後、電力制御用半導体素子が発達したことで可変速運転が可能になり、同時に前述の短所を克服して普及しつつある。

## 特徴
利点
- 高速回転に適する
- 希土類磁石などを使用せず珪素鋼板と銅線だけで安価に作れる。
- 高出力の電動機が実現可能

欠点
- 低速時に回転力が変動する
- 半径方向にも吸引力が働くので騒音、振動の原因になる
- 回転子の位置に同期しない場合には脱調するので制御が困難

## 用途
- SRMはいくつかの洗濯機や掃除機[2][3]の設計に使用される。
- 自動車においてはマイルドハイブリッドのアシスト用モータとして使用されることがある[4]。